# New Hudson (New York)
Pour les articles homonymes, voir New Hudson.
New Hudson est une ville du comté d'Allegany, dans l'État de New York, aux États-Unis,. En 2020, elle comptait une population de 801 habitants, estimée au 1er juillet 2021 à 799 habitants. La ville est incorporée en 1825.

## Démographie
Lors du recensement de 2020, la ville comptait une population de 801 habitants. Elle est estimée, en 2021, à 799 habitants.